# Illusion (Krassimir Avramov-sång)
Illusion är en sång framförd av Krassimir Avramov. Låten representerade Bulgarien i Eurovision Song Contest 2009.